# Resolució 300 del Consell de Seguretat de les Nacions Unides
La Resolució 300 del Consell de Seguretat de les Nacions Unides, aprovada per unanimitat el 12 d'octubre de 1971, 925/5000
després de suposades violacions de l'espai aeri de Zàmbia per avions de la Força Aèria Sud-africana, el Consell de Seguretat de les Nacions Unides va reiterar la seva postura sobre la sobirania i la integritat territorial i va demanar a Sud-àfrica que respectés Zàmbia. El Consell va declarar que, en cas que Sud-àfrica violés encara més la sobirania de Zàmbia, es tornaria a reunir per examinar la situació d'acord amb les disposicions pertinents de la Carta de les Nacions Unides.
La reunió es va dur a terme a petició de Zàmbia, que va escriure una carta al Consell de Seguretat el 6 d'octubre, després de presumptes violacions al llarg de la Franja de Caprivi. Va ser recolzat per 48 estats.